# Gunna Grähs
Lisbeth Gun-Marie Gunna Grähs, född 11 juni 1954 i Filipstad, är en svensk illustratör.
Grähs har studerat vid Konstfack. Hon har främst illustrerat barnböcker, omkring 40–50 verk, men hennes illustrationer kan även ses i tidningar, exempelvis i Kamratposten. Grähs var ledamot i Svenska barnboksakademien 1996–2006, på stol nummer 10. Hon tilldelades Elsa Beskow-plaketten 1990.

## Priser och utmärkelser
- 1987 – Adamsonstatyetten
- 1988 – Wettergrens barnbokollon
- 1990 – Elsa Beskow-plaketten[5]
- 2005 – Knut V. Pettersson-stipendiet
- 2010 – Expressens Heffaklump
- 2012 – Kulla-Gulla-priset